# Desvío Kilómetro 17

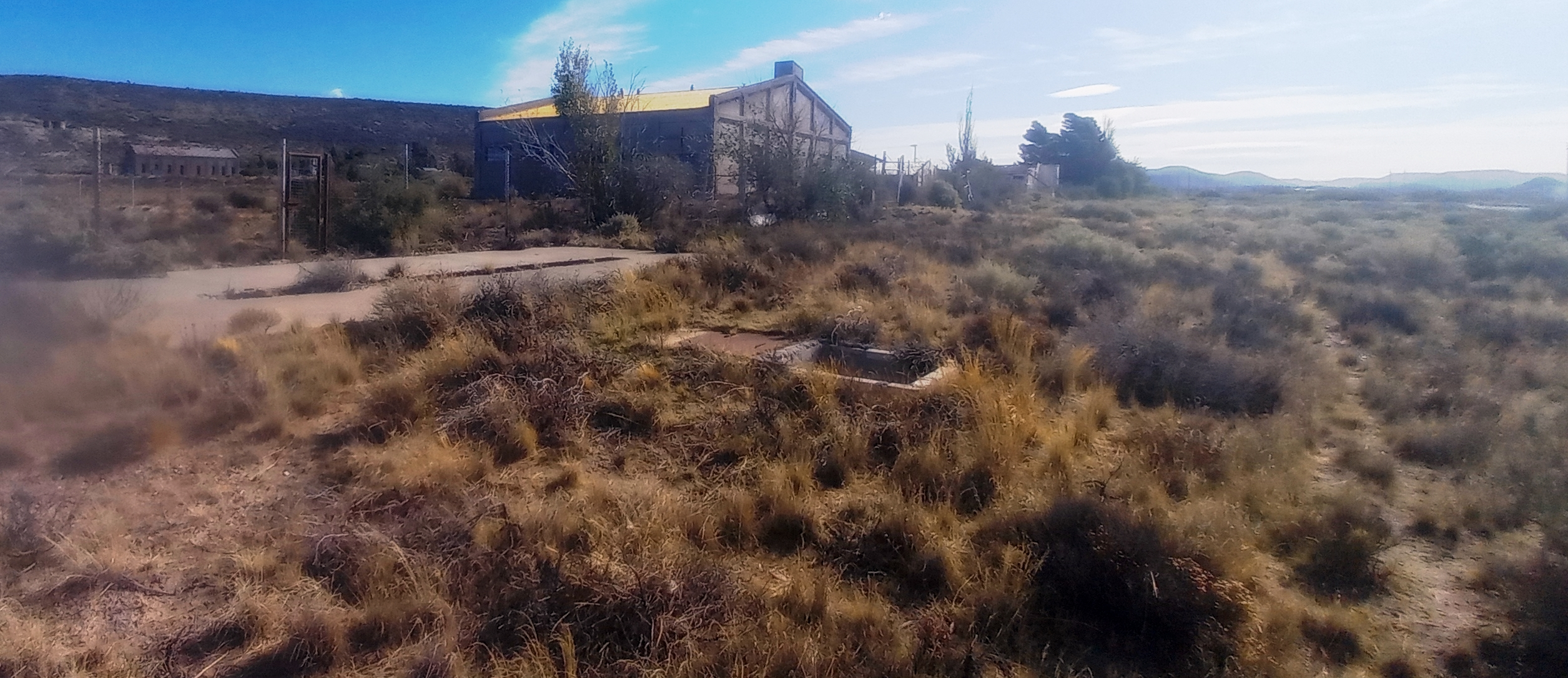
Otra vista del apeadero con la exfábrica de ladrillos cercana y algunas viviendas.

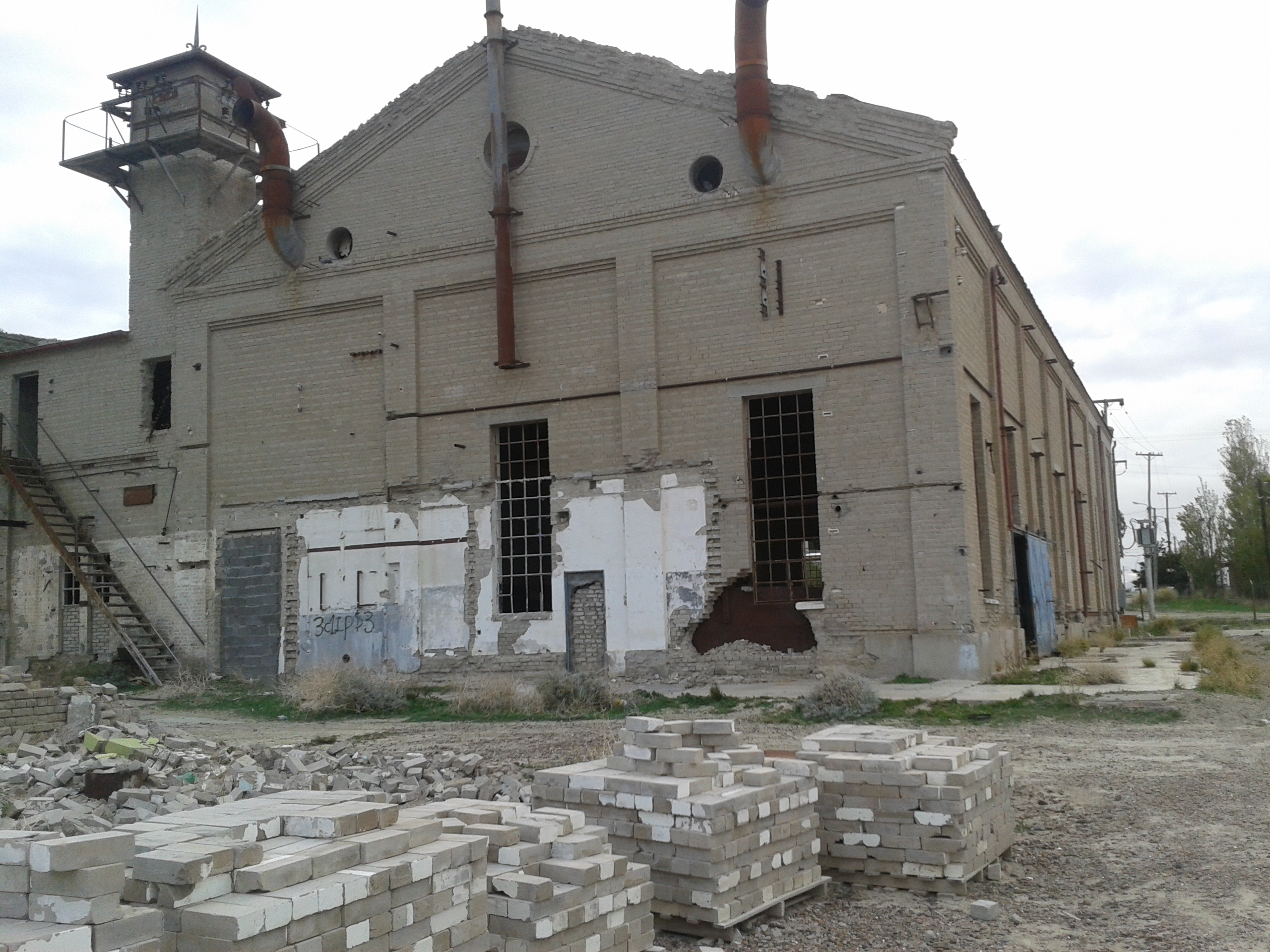
La antigua usina, hoy abandonada.

Kilómetro 17 era un desvío ferroviario del ramal a Astra subsidiario del Ferrocarril de Comodoro Rivadavia. A lo largo de su historia se desempeñó como parada del servicio suburbano que unía a Comodoro Rivadavia con Astra. Asimismo, se hallaba en el ejido urbano de Comodoro.

## Toponimia
Su nombre deriva de la progresión de vías consistente en 16.7 kilómetros de distancias a la estación central. Para facilitar su uso cotidiano se lo redondeó a 17. Llamativamente, hasta el itinerario 1946 fue llamado Kilómetro 16 o Km 16 Desvío Particular. Finalmente, para en el itinerario de 1955 cambió a su última denominación.

## Generalidades
Servía a los pasajeros que bajaban o abordaban el servicio en la entrada este de la localidad petrolera Astra.  Hoy es el barrio más boreal de Comodoro. La distancia entre este punto y la estación Astra es de 1.5 kilómetros. 
El equipamiento de esta punto es descripto en dos documentos. El primero es el itinerario de 1934; en el se señala que tenía un apartadero de 228 metros de largo.
Posteriormente, un informe de 1958 ratifica que el apeadero poseía  228 metros de longitud. Este punto al funcionar como parada permitía el acceso de los viajeros a los trenes o su descenso en este lugar, aunque no se vendían pasajes ni contaba con una edificación que cumpliera las funciones de estación propiamente dicha. Además, se informaba que el equipaje que no sea bulto de mano, debería ser cargado o descargado, según el caso, por el interesado directamente en el furgón.
En las cercanías de lo que fue la parada hoy existe hoy en día gran cantidad de instalaciones petroleras y de particulares.
Formaba parte del Ferrocarril de Comodoro Rivadavia que comenzó a funcionar en el año 1910 y que fue cerrado definitivamente en el año 1978. Posiblemente, según una fuente, el ramal Astra con sus diferentes puntos participara de los últimos viajes operados con ferrobuses en 1979. Esto sucedió por un corto lapso tras la clausura del ferrocarril.
A pesar de no quedar muchos rastros del ferrocarril y de este desvío el nombre Kilómetro 17 se mantiene vigente y nomina un zona cercana a Astra que no coincide con la ubicación histórica del desvío . De esta manera, Km 17 hoy alude a un barrio que se constituye como una zona de quintas con perfil productivo.
Pese a que el ramal fue casi levantado, aun para 2023 hay tramos supervivientes entre Km 17 y Km 11. Estos sufren frecuentes robos por parte de particulares a pesar de ser elementos patrimoniales del municipio.

## Funcionamiento

### Itinerarios históricos

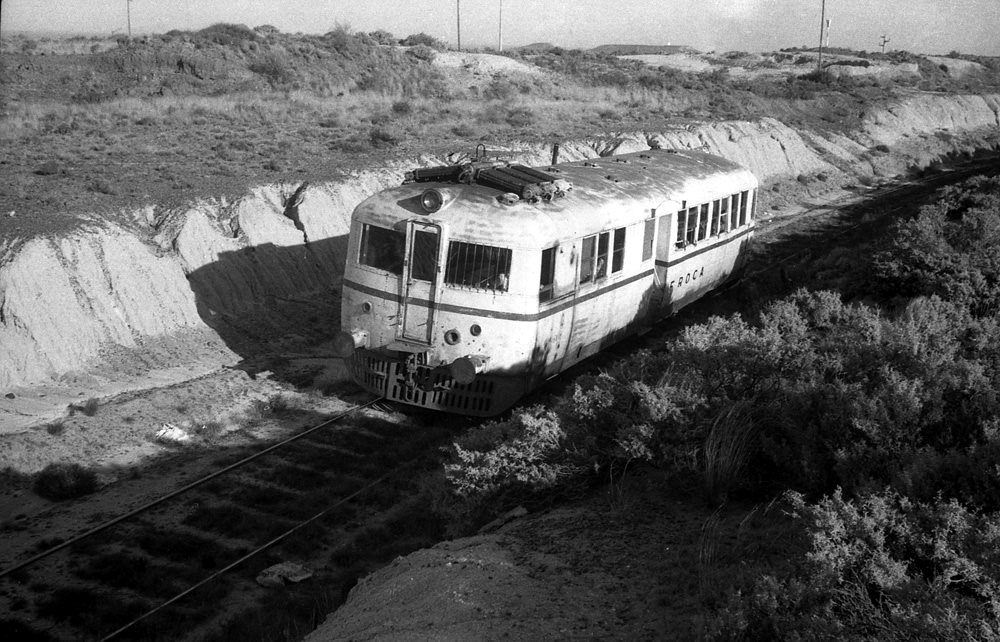
Ferrobús Drewry recorriendo el ramal complementario de Astra antes de arribar a Km 17.

El análisis de itinerarios de horarios del servicio de larga distancia lo largo del tiempo confirmaron que fue una parada de escasa importancia o por lo menos con baja densidad de población a servir. De este análisis surge que Km 17 era parada optativa, donde los trenes se detenían solo si había pasajeros o cargas a servir. Los informes de horario entre 1928, 1930 y 1934 la colocaron como parada opcional y no obligatoria de los servicios ferroviarios sin horarios de arribo.
Mientras que los de 1936 y 1955 ya no mencionaron el ramal Astra por centrarse en el viaje de larga distancia.
En los itinerarios que figuró como parada optativa el viaje completo a Astra tardaba 55 minutos. El servicio corría los martes y sábados en trenes mixtos desde Comodoro a las 9:00 para arribar a Astra a las 9:55. Asimismo, existía un servicio los días jueves que partía de Astra a las 16:45 y arribaba a Comodoro a las 17:35. Llamativamente, el informe de 1934 no menciona frecuencias y horarios para este ramal. 
Para 1918 el servicio pasaba solo pasaba tres por semana. Las necesidades de transporte de los habitantes de Astra y chacras circundantes llevaron a establecer uno de los primeros servicios de autobuses del mundo. Este era muy puntual y fue realizado adaptando el chasis de un Ford T. Al mismo se lo tuvo que extender y carrozar. Se instalaron asientos paralelos y tenía una capacidad aproximada de 6 a 8 personas. No tenía vidrios por lo que se especula que los pasajeros debían viajar muy arropados. Figuraba en su frente el número 3 y una campanita que supone que era para anunciar sus paradas. El recorrido era paralelo a las vías del ferrocarril y contaba con  cuatro frecuencias por semana. De este modo se complementaba con los servicios ferroviarios de pasajeros a este ramal. Este servicio se ejecutaba por caminos de ripio de mal estado, por lo que el tiempo de viaje era casi de un día. Si bien el vehículo podía circular a unos 70 km por hora, en este contexto geográfico las velocidades alcanzadas no deberían superar los 20 o 30 km. Partía desde Astra hasta el pueblo de Comodoro, pasando por todo el ramal a Astra, Km8, Km 5 y Km 3. El servicio se mantuvo por algunos años y fue muy puntual.
Desde 1938 el itinerario es el primero que describe al servicio suburbano que conectaba Astra con el resto del ejido de Comodoro. También se expone las mejora recibidas por el ferrocarril. Gracias a estas el servicio de pasajero y cargas ligeras fueron ejecutados por ferrobuses que agilizaron los tiempos y permitieron un servicio suburbano para el extenso ejido de Comodoro Rivadavia. De este modo, quedó conformada una línea a Astra y otra que iba también a COMFEPET que alcanzaba estas dos puntas de riel en un solo viaje. El viaje se diagramaba de modo que una vez alcanzado el empalme el coche motor iba a COMFERPET y desde ahí volvía marcha atrás al empalme para dirigirse a estación Astra. Al ferrobús, partiendo desde estación matriz, le tomaba alcanzar este punto 27 minutos. Luego en 3 minutos se arribaba a Astra, el punto más próximo. De este modo, a partir de este itinerario este apeadero pasa a tener horario de arribo y deja de ser opcional.
El itinerario de 1940 hizo una descripción exhaustiva del ramal a Astra. Los horarios no variaron respecto al anterior. En el mismo ramal estaba ya incorporado al viaje el ramal vecino a COMFERPET, este punto estaba claramente diferenciado del ramal a Astra aunque compartían la misma línea.
El itinerario de trenes de 1946 hizo alusión al ramal complementario a Astra. En el se aludió este apeadero visitado por 2 líneas diferentes «de Comodoro a COMFERPET (Km 8) y Astra» y «de Comodoro a Astra». La primera de las líneas partía desde Comodoro todos los días de 1:10 a 1:23, 7:40, 7:53,de 11:30 a 11:43, de 13:55 a 14:08, 16:10 a 16:23, 17:40 a 17:53, 19:50 a 20:03. El itinerario aclaró que estos tiempos correspondían hasta el empalme a COMFERPET. En cambio, para arribar a COMFERPET se requerían 4 minutos más y para que el viaje finalice en Astra se sumaban 25 minutos a cada viaje. Con las últimas mejoras que recibió el ferrocarril, gracias a la llegada de los ferrobuses logró que el servicio de pasajero y cargas ligeras reciba la mejora en el tiempo del trayecto que pasó a ser más rápido. Por esto, se podía alcanzar este punto partiendo desde la estación matriz, en un principio en unos 55 minutos. El ferrobús tras pasar por el apeadero Km 11 demoraba 6 minutos en llegar a Km 17. Para completar el viaje se demoraba otros 3 minutos en arribar a Km 20. El informe nombró a este punto Kilómetro 16 Desvío Particular.
El mismo itinerario de 1946 fue presentado por otra editorial y en el se hace mención menos detallada de los servicios de pasajeros de este ferrocarril. En el documento se aclaró que la mayoría de los ferrobuses pararían en puntos adicionales que los pasajeros solicitaran para ascender o descender. Las tarifas se cobraban desde o hasta la estación más próxima anterior o posterior. El ramal en este documento fue escrito como ramal a CONFERPET y Astra. 
El 10 de diciembre de 1948 fue presentado un itinerario que no representó variaciones respecto del presentado en 1946; confirmándolo en todo sentido. Por último, este sería el último informe que mencionó al desvío como Km 16.
El informe de noviembre de 1955 hizo otra descripción. En el se detalla este servicio que poseía nacía en Comodoro Rivadavia y tenía puntas de rieles en COMFEPET, Km 27 y Km 20. El informe revela las paradas y horarios de este servicio. Gracias a este documento se informa la importancia que tenía, como derivador, el empalme Astra sobre los puntos ferroviarios del ramal a Astra. El servicio estaba de este modo vinculaba  COMFEPET con estación Astra. Así el viaje se diagramaba de modo que una vez alcanzado el empalme el coche motor iba a Km 8 y desde ahí volvía marcha atrás al empalme para dirigirse a estación Astra pasando antes por Km 11.
Este informe mostró que todos los tiempos del ferrocarril empeoraron levemente. Pasando a 13 minutos de Km 11 y en 4 minutos de estación Astra. En este informe el punto fue renombrado como «Apeadero Km 17».

### Registro de boletos
Una extensa colección de boletos no hace mención a este punto. No obstante, se presentan varios boletos que podrían referirse a esta parada como Kilómetro 19. Esto se deba quizás como referencia a ser el paso previo a Km 20 (nombre informal de estación Astra). Otro motivo puede ser que el viaje a Astra lo incluía en el precio.

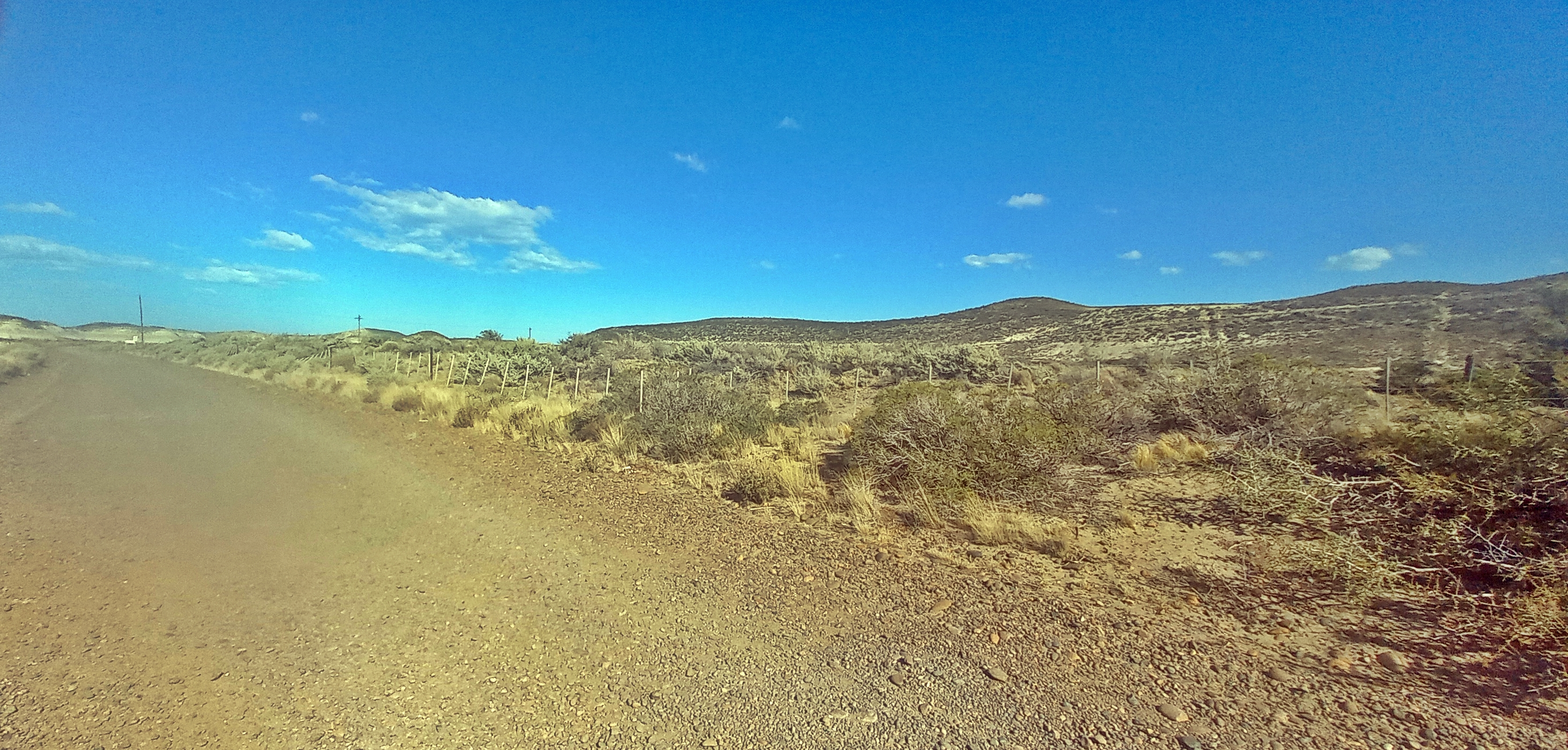
Restos del terraplén en dirección a Km 11, poblado de plantas y con un camino que se le superpone.